# Tetrapterys subaptera
Tetrapterys subaptera är en tvåhjärtbladig växtart som beskrevs av José Cuatrecasas. Tetrapterys subaptera ingår i släktet Tetrapterys och familjen Malpighiaceae. Inga underarter finns listade i Catalogue of Life.